# Aleksander Finkel
Aleksander Finkel, ukr. Олександр Фінкель (ur. 1 stycznia 1975 w Kamieńcu Podolskim) – izraelski szachista pochodzenia ukraińskiego, arcymistrz od 1995 roku.

## Kariera szachowa
Do 1991 r. mieszkał wraz z rodziną na Ukrainie. Starty w turniejach międzynarodowych rozpoczął wkrótce po emigracji, na rankingowej FIDEza debiutował 1 stycznia 1993 r. z wynikiem 2295 punktów, ale już dwa lata później przekroczył poziom 2500 punktów i otrzymał tytuł arcymistrza. Na osiągnięcie to złożyły się m.in. dz. I m. w Tel Awiwie (1993, wspólnie z Aleksandrem Kaspim) oraz dobre występy w Groningen (1993), Budapeszcie (1993), Beer Szewie (1994) i Riszon Le-Cijon (1995). W 1997 r. podzielił I m. (wspólnie z Wiktorem Michalewskim i Ye Rongguangiem) w Dieren oraz zajął V m. (za Eduardasem Rozentalisem, Siemonem Dwojrisem, Borysem Kanclerem i Borysem Awruchem, ale przed Wiktorem Korcznojem) w Beer Szewie. W 2000 r. zajął IV m. (za Borysem Awruchem, Alikiem Gerszonem i Lwem Psachisem) w finale indywidualnych mistrzostw Izraela. W 2002 r. zwyciężył (wspólnie z Jewgienijem Postnym i Jakowem Zilbermanem) w rozegranym w Hajfie półfinale mistrzostw kraju, a od 2004 r. znacznie ograniczył starty w turniejach szachowych, biorąc udział prawie wyłącznie w rozgrywkach drużynowych w Izraelu.
Od pierwszych lat XXI wieku jest stałym współpracownikiem firmy ChessBase, dla której zajmuje się komentowaniem partii szachowych. W 2004 r. ukończył prawo na Uniwersytecie Telawiwskim.
Najwyższy ranking w karierze osiągnął 1 marca 2014 r., z wynikiem 2521 punktów.